# Acceso Sur a Ferrol
El Acceso Sur a Ferrol o FE-14 es una autovía urbana de comunicación entre Ferrol y Fene, para evitar el rodeo a través de Jubia (por el nordeste de la Ría de Ferrol). Tiene 4,8 kilómetros de longitud y la velocidad máxima es de 80 km/h.
Está diseñado para servir de acceso paralelo y directo desde Fene hasta Ferrol con el puente de las Pías, de 334 metros. Es la primera vía de comunicación que cruza sobre la Ría de Ferrol, y desde el año 2003 ya no es la única vía sobre la ría, al construirse el puente de la Ría de Ferrol (1169 metros) de la Autopista del Atlántico (AP-9F). Al acceder a Ferrol desde el sur, hay una diferencia entre usar el antiguo puente de Jubia y el nuevo puente de las Pías de más de 8 kilómetros de rodeo que se evita. La distancia por el trayecto antiguo entre Fene y Ferrol es 13,2 kilómetros, y además hay varias travesías urbanas, como las de Neda, Jubia y Narón, por medio de las carreteras autonómicas AC-115 y AC-862. Con el puente de las Pías se recorta el trayecto a unos 5,2 kilómetros.
Esta autovía urbana tiene 2 carriles por sentido, y la velocidad se limita a 80 km/h en algunos tramos, incluyendo el puente de las Pías. La velocidad se limita a 50 km/h en la travesía de Fene. En el futuro, cuando terminen las obras de humanización de un tramo de 1,1 kilómetros de la Avenida de las Pías, en Ferrol, la velocidad se reducirá a 50 km/h (según el proyecto). Contará con 2 rotondas (en el futuro), el puente de las Pías (334 metros), el nudo de Caranza con la conexión a la FE-13 y el enlace de San Valentín en Fene con la conexión a los astilleros Navantia (antes Astano).

## Historia

### El origen de la primera carretera urbana
En febrero de 1949 se constituyó una comisión interministerial con el inicio de los primeros estudios sobre la mejora de las comunicaciones a Ferrol por carretera. En este momento se pensó en enlazar a través de la península de Ares-Mugardos, con empalme en Fene a la carretera N-VI de Madrid-La Coruña y ramal a Ferrol. Al año siguiente ordenaron redactar el proyecto definitivo por la Dirección General de Carreteras y Caminos Vecinales. Un año había durado la redacción de proyecto y se pasaron a supervisar, pero en el año 1952 se devolvieron a la Jefatura de Obras Públicas para realizar el estudio geológico del terreno sobre el que había de cimentarse el puente sobre la Ría de Ferrol. Se había concentrado el estudio para el acortamiento de la distancia entre Fene y Ferrol de que, según lo indica este estudio, son 13,2 kilómetros del rodeo a través del puente de Jubia y formula una alternativa más paralela y recta a través de los astilleros de Fene (aquella época estaba en desarrollo) cruzado un puente al El Montón sobre la Ría de Ferrol.
En marzo de 1958, después de varios estudios, se aprobó de forma definitiva y se publicó el proyecto dividido en 3 tramos a ambos extremos de la Ría de Ferrol:
- Tramo 1: Fene-Punta de las Pías (600 metros de distancia, presupuesto: 6 millones de pesetas)
- Tramo 2: Punta de las Pías-El Montón (2100 metros), incluyendo el puente de las Pías (334 metros, presupuesto: 200 millones de pesetas)
- Tramo 3: El Montón-Ferrol (2500 metros, presupuesto: 40 millones de pesetas)

El primer tramo fue aprobado en enero de 1959 y fue seleccionada la empresa adjudicataria: Rodolfo Lama Construcciones, S.A. El segundo tramo fue aprobado en 1963, con la empresa adjudicataria: Hidrocivil (Compañía de Construcciones Hidráulicas y Civiles, S.A.). El tercer tramo fue aprobado en marzo de 1962, con la empresa adjudicataria: Empresa S.A. Trabajos y Obras (SATO); posteriormente fue rescindido el contrato y readjudicaron la obra a la empresa adjudicataria del segundo tramo (Hidrocivil), unos 3 años después de la aprobación anterior.
El primer tramo entre Fene y San Valentín fue puesto en servicio en 1965 permitiendo el acceso desde la iglesia de Fene donde se proyectaba el futuro cruce de la antigua carretera N-VI a través de Jubia con dirección a Betanzos, a escasos metros de la iglesia de Fene a los astilleros Astano.
En agosto de 1968, se había anunciado la culminación de las obras del puente de las Pías sin ponerse en servicio por problemas del siguiente tramo, el número 3, a la entrada de Ferrol, y finalmente fueron inaugurados en octubre de 1968 los 2 tramos pendientes reduciendo la distancia de 13,2 kilómetros del rodeo a unos 5,2 kilómetros directos desde Fene hasta Ferrol cruzando sobre la Ría de Ferrol. Se habían invertido unos 246 millones de pesetas.
Tras la inauguración, el puente de las Pías y todo el trayecto de Fene a Ferrol estaba a oscuras por falta de alumbrado, que finalmente fue instalado en todo el trayecto en diciembre de 1974.

### El desdoblamiento de la carretera
En julio de 1979 empezó la iniciativa del desdoblamiento de la carretera de Las Pías, más adelante convertida en autovía urbana. Con el Gobierno de González, en enero de 1983 empezaron los primeros trámites del desdoblamiento de la carretera y no fue hasta el verano del año 1985 cuando se aprobó un paquete de obras valorado en más de 1500 millones de pesetas, incluyendo el tramo entre el puente de las Pías y la carretera de Castilla con una inversión de 200 millones de pesetas, además de los 2 nudos, uno con el polígono industrial de La Gándara (acceso a la FE-13, inversión de unos 100 millones de pesetas) y otro con la Avenida del Mar que rodea el polígono de Caranza (inversión cercana a 100 millones de pesetas).
Los problemas de la adjudicación de las obras había retrasado a debido de la aplicación de la IVA, que había aplicado desde el 1 de enero de 1986, el 12 %. Tiene que redefinir el proyecto para añadir la inversión de las obras con la IVA al 12 % y permite a iniciar las obras, a principios de otoño de 1986 con la inversión de unos 221,8 millones de pesetas. Con este primer tramo desdoblado se había finalizado las obras y puesto en servicio, en diciembre de 1987, tras el reasfalto del puente de las Pías.
El segundo tramo de desdoblamiento, entre Fene y los astilleros Astano se había iniciado a finales de noviembre de 1988, con la inversión de unos 320 millones de pesetas y el plazo de ejecución de unos 18 meses en un tramo de 600 metros. Con este segundo tramo se había finalizado las obras y puesto en servicio el desdoblamiento, en mayo de 1990 (unos 2 meses antes, los nuevos accesos al barrio de San Valentín y el mes siguiente, los accesos a los astilleros Astano).

### La reconstrucción del puente de las Pías
El proyecto del desdoblamiento de la Avenida de las Pías había dividido en tres tramos, un tramo entre la entrada de Ferrol y El Montón, otro tramo en el puente de las Pías y otro tramo entre los astilleros Astano y Fene, solo le quedaba el desdoblamiento del puente de las Pías. A lo largo de la década de los años 80 y hasta el año 1997, anunciaron demandas y estudios para exigir el desdoblamiento del puente ante las largas retenciones de tráfico entre Fene y Ferrol, incluso lo último que había propuesto el alcalde de Fene, Juan Blanco, la creación de un tercer carril para que pueda controlar el tráfico de Fene. La diferencia de que impide la construcción del desdoblamiento es a debido del proyecto de la autovía Fene-Neda-Jubia-Ferrol (se refiere a la Autopista del Atlántico (AP-9F)) que le permite construir un segundo puente sobre la Ría de Ferrol.
En la madrugada del 13 de enero de 1998, el petrolero Discoverer Enterprise (254 metros de eslora), estaba construyendo en el muelle de los astilleros Astano que había arribado un mes antes del accidente, rompieron las amarras (16 estachas) del petrolero Discoverer Enterprise a causa del fuerte viento con rachas de 80 km/h, incluso hasta más de 140 km/h (en la noche había rachas de viento de más de 100 km/h con vientos hacia Norte o Nordeste) y los remolcadores evitaron a girarse para no embistiera de proa contra el puente. Impactaron al puente y partieron en dos partes del puente de las Pías y cuando se retiraron para volver a arribar en el mismo muelle de los astilleros Astano, todo el puente se vino abajo y desaparecieron al completo. Esta única vía de comunicación y directa desde Fene y Ferrol quedaba cerrada de forma temporal, por primera vez desde el año 1968.
Al día siguiente empezaron a dar las soluciones urgentes para la reconstrucción del puente. En la prensa publicaron una infografía explicada sobre el accidente: y el Gobierno había anunciado que en 2 meses, el puente será reconstruido de forma provisional.
El 16 de enero de 1998, el Consejo de Ministros ha aprobado la reposición del puente como obras de emergencia y la inversión de la reconstrucción incluyendo los 4 carriles del puente (2 carriles por sentido) costará unos 900 millones de pesetas (250 millones de la construcción provisional y 650 millones de pesetas del nuevo puente). Anunciaba que tendría listo la provisional antes de 30 de abril de 1998. La solución provisional es construir sobre los tableros metálicos como estructuras mixtas formadas por vigas metálicas y reponer las losas de hormigón sobre los tableros, una solución más rápida y eficaz que las vigas prefabricadas de hormigón.
El 10 de marzo de 1998 había finalizado la estructura provisional del puente, incluyendo la calzada de forma provisional, batiendo el récord de la reconstrucción de unos 56 días desde el día del accidente y fue reabierto al tráfico. El ministro Rafael Arias-Salgado había anunciado que volverá a Ferrol para la reinauguración del nuevo puente ampliado a 4 carriles (2 carriles por sentido), para el próximo mes julio de 1998. Cumpliendo el plazo, fue reinaugurado el 17 de julio de 1998 lo que terminaron todo el desdoblamiento de la carretera urbana entre Fene y Ferrol en casi 20 años después de la planificación.

### La humanización de la Avenida de las Pías
En octubre de 2001, empezaron a planificar la reforma del acceso a Ferrol por la Avenida de las Pías, con las 3 fases del proyecto. Allí, por primera vez, anuncia la humanización de las conexiones entre los barrios de Esteiro,  Recimil, Ensanche A, Ultramar y Caranza.
En marzo de 2007, había anunciado la recuperación del proyecto que le redactaron 6 años atrás, por la futura barriada de Ferrol, llamado El Bertón para permitir la conexión de la Avenida de Salvador Allende Gossens con la futura rotonda de la Avenida de las Pías, sin proyectarse una segunda rotonda con la Carretera de la Trinchera (FE-11). No hasta enero de 2008 había empezado a negociar con el Ministerio de Fomento.
En enero de 2009 ha iniciado los estudios para construir una nueva rotonda que le conecte entre Caranza y el nuevo barrio El Bertón, con el objetivo de suprimir la talud que le afecta en el tramo inicial de la Avenida de las Pías. Llegaron a redactar el proyecto en septiembre de 2009 además de otros proyectos viarios para la mejora en Ferrol. Publicaron el proyecto en enero de 2011 con la previsión de la licitación de obras en el primer trimestre de 2011. Con la crisis económica no ha avanzado este proyecto porque no había licitado las obras por falta de fondos presupuestarios y retrasaron sin fecha.
Los cambios de este proyecto en el Gobierno de Rajoy ha anunciado la construcción de las 2 nuevas rotondas en lugar de una rotonda del proyecto original del anterior Gobierno de Zapatero con una inversión prevista de 8,6 millones de euros de un tramo de 1,1 kilómetros y el plazo de ejecución de 24 meses. Anunciaron el nuevo proyecto en febrero de 2015. En mayo de 2016 publicaron en el BOE, la aprobación definitiva del tramo (600 metros) en Caranza y en agosto de 2016 ha sometido a información pública del proyecto en el tramo (500 metros) de El Bertón. El primer tramo aprobado en mayo de 2016, el presupuesto de las obras costará unos 4,1 millones de euros y el segundo tramo sometido a información pública en agosto de 2016, el presupuesto de las obras costará unos 4,5 millones de euros.
Los retrasos de la licitación de obras ha dejado sin tener las partidas presupuestarias hasta que anunciaron en febrero de 2018 la aprobación de forma definitiva del proyecto del segundo tramo. Con los 2 tramos ya aprobados, el siguiente paso es la firma de convenio del Concello de Ferrol y el Ministerio de Fomento. Con el cambio de Gobierno de Sánchez, en junio de 2018, todos los trámites del proyecto que tenía avanzar a la licitación de obras y la firma pendiente del convenio del Concello de Ferrol se quedaron bloqueados sin aprobarse los presupuestos generales de Estado hasta el año 2020.
Tras más de una década de los cambios de proyectos y problemas de los trámites administrativos, anunciaron en junio de 2021, la presentación del nuevo proyecto de la humanización de la Avenida de las Pías para transformar en una vía urbana en lugar de la autovía urbana. Este proyecto es el tercero desde el proyecto original del año 2009.
Las obras empezaron a licitar en el último trimestre del año 2011 y contado con una inversión de unos 4,96 millones de euros del primer tramo de unos 600 metros (pkm 0 al pkm 0,6) y 5,68 millones de euros de unos 500 metros (pkm 0,6 al pkm 1,1). Unos pocos días después había anunciado de que una vez humanizada la Avenida de las Pías, pasará a ser titularidad municipal en los primeros 1,1 kilómetros.
Había anunciado la formalización de los contratos de obras del segundo tramo (pkm 0,6 al pkm 1,1) el 1 de junio de 2022 y del primer tramo (pkm 0 al pkm 0,6) el 24 de agosto de 2022. Las obras no empezaron hasta el mes agosto de 2022 en el segundo tramo y el primer tramo iniciaron en noviembre de 2022.
En abril de 2023, el Concello de Ferrol ha solicitado al Ministerio de Transportes, Movilidad y Agenda Urbana una ampliación del proyecto de la humanización que le incluya la tercera fase para proyectarse una nueva rotonda, fuente y veto al adoquín en la zona del tramo inicial (pkm 0) con la Carretera de Castilla (AC-862), de unos 400 metros. En la actualidad no ha anunciado todavía por parte del Ministerio de Transportes y Movilidad Sostenible.
Esta prevista la conclusión de las obras, en 3 fases, desde marzo hasta el verano de 2025, mientras en la actualidad se sigue avanzando en la fase final de las obras. En marzo de 2025 se reabrió el primer tramo de unos 600 metros entre la Plaza de A Porta Nova y la FE-11. En abril de 2025 se reabrió el segundo tramo de unos 600 metros entre la FE-11 y la Glorieta de Caranza. Finalmente, se completó en julio de 2025 el último tramo, el más cercano al puente de Las Pías y al nudo de la FE-13.

## Tramos
| Denominación | Tramo | Kilómetros  | Año servicio                                                 |
| ------------ | --- | ----------- | ------------------------------------------------------------ |
| FE-14        | AC-862 Ensanche A - FE-13 El Montón Tramo original: AC-862 Ensanche A - FE-13 El Montón Tramo ampliado: AC-862 Ensanche A - FE-13 El Montón Remodelación (bulevar) subtramo: Plaza A Porta Nova - FE-11 Esteiro Remodelación (bulevar) subtramo: FE-11 Esteiro - Caranza Remodelación (bulevar) subtramo: Caranza - Enlace de Calle Lepanto | 2,5 0,6 0,5 | 1 carril por sentido: 1968 2 carriles por sentido: 1987 2025 |
| FE-14        | FE-13 El Montón - Enlace de San Valentín (Fene) Tramo original: FE-13 El Montón - Enlace de San Valentín (Fene) Tramo original: Puente de las Pías Reconstrucción puente de las Pías Tramo ampliado: FE-13 El Montón - Enlace de San Valentín (Fene)                                                                                        | 2,1 0,3 2,1 | 1 carril por sentido: 1968 1998 2 carriles por sentido: 1998 |
| FE-14        | Enlace de San Valentín (Fene) - N-651 Casanova (Fene) Tramo original: Enlace de San Valentín (Fene) - N-651 Casanova (Fene) Tramo ampliado: Enlace de San Valentín (Fene) - N-651 Casanova (Fene) | 0,6 0,6     | 1 carril por sentido: 1965 2 carriles por sentido: 1990      |

## Trazado
| Velocidad | Esquema | Salida | Sentido Fene (N-651)                                                          | Carriles | Sentido Ferrol (AC-862)                                                                                                | Carretera           | Notas |
| --------- | ------- | ------ | ----------------------------------------------------------------------------- | -------- | --- | ------------------- | ----- |
|           |         |        | Comienzo de la Autovía de Acceso Sur a Ferrol FE-14 Procede de: AC-862 Ferrol |          | Fin de la Autovía de Acceso Sur a Ferrol FE-14 Incorporación final: AC-862 Dirección final: Centro ciudad AC-862 Narón |                     |       |
|           |         |        |                                                                               |          | Calle Venezuela |                     |       |
|           |         |        |                                                                               |          | Plaza Rafael Bárez |                     |       |
|           |         |        | Calle Nueva de Caranza                                                        |          | Calle Nueva de Caranza                                                                                                 |                     |       |
|           |         |        | puerto Avenida de Esteiro                                                     |          | Avenida de Esteiro puerto                                                                                              | FE-11               |       |
|           |         |        |                                                                               |          | Calle Sartaña |                     |       |
|           |         |        | Avenida Salvador Allende Gossens Calle Marqués de Santa Cruz                  |          | Calle Marqués de Santa Cruz Avenida Salvador Allende Gossens                                                           |                     |       |
|           |         |        | Calle Juan de Austria                                                         |          | |                     |       |
|           |         |        | Narón polígono industrial Paseo Marítimo                                      |          | Narón polígono industrial Paseo Marítimo                                                                               | FE-13               |       |
|           |         |        | ACCESO CERRADO POR OBRAS Estación de servicio Carbugal Las Pías (en proyecto) |          | |                     |       |
|           |         |        | Puente de las Pías 334 m                                                      |          | Puente de las Pías 334 m                                                                                               |                     |       |
|           |         |        | San Valentín astilleros                                                       |          | San Valentín astilleros                                                                                                |                     |       |
|           |         |        | Calle del Castro                                                              |          | |                     |       |
|           |         |        | N-651 Betanzos N-6 La Coruña AC-115 Jubia AC-133 Ares - Mugardos              |          | Inicio de la Autovía FE-14                                                                                             | AC-115 N-651 AC-133 |       |